# Drewnik (Jeziorzany)
Drewnik – część wsi Jeziorzany położona w Polsce, w powiecie lubartowskim, województwie lubelskim.
W latach 1975–1998 miejscowość administracyjnie należała do województwa lubelskiego.
Wierni Kościoła rzymskokatolickiego należą do parafii Trójcy Świętej w Jeziorzanach.